# Alfons X. Mudri
Alfons X. Mudri (španj. Alfonso el Sabio) (Toledo, 1221. – Sevilla, 1284.), kralj Kastilije i Leóna od 1252. do 1282., te nominalno rimsko-njemački kralj (1257. – 1273.).
Nadimak je zaslužio svojom učenošću i poticanjem učenosti. Bio je pjesnik i pisac, poticao razvoj znanosti i književnosti. Pokrenuo je pisanje španjolske povijesti (Cronica general) i astronomskih djela (Lobros del saber de astronomia), te prevođenje Biblije na kastiljski (španjolski). Također je izdao novi zakonik. Napisao je i knjigu o šahu, a 1256. godine naručio je i kastiljski prijevod Picatrixa.
Na njegovom dvoru u Burgosu djelovali su i mnogi arapski i židovski učenjaci. Arapsku stručnu literaturu se sustavno prevodilo na kastiljski. »Ostaje jedinim kršćanskim vladarom Španjolske koji je pokušao očuvati i dalje razvijati blaga jedne potpuno nove znanosti i humanističkog obrazovanja daleko ispred svog vremena.
Izgradio je najnapredniju zvjezdarnicu onoga vremena, na temelju ranijih arapskih dostignuća; u kršćanskoj Europi sjeverno od Pireneja znanstvena astronomija još je bila gotovo potpuno nepoznata. Židovski učenjak Don Isak ibn Cid sastavio je astronomske tablice koje su pod imenom Alfonsove tablice korištene sljedeća tri stoljeća, pa ih je primjerice koristio i Nikola Kopernik.
Ovako učeni vladari bili su u to doba u Europi rijetkost, ali ne i na Pirenejskom poluotoku.
Alfons se oženio Violantom Aragonskom. Violantina i Alfonsova djeca:
- Berengarija
- Beatrica

Udala se za Vilima VII., markiza Montferrata.
- Ferdinand de la Cerda

Oženio se Blankom, kćerju kralja Luja IX.
- Leonora
- Sančo IV. Kastiljski
- Konstancija
- Petar Kastiljski, lord Ledesme
- Ivan Kastiljski, lord Valencije de Camposa
- Izabela
- Violanta Kastiljska
- Jakov Kastiljski, lord Camerosa